# Amarante blanche
Amaranthus albus
Espèce
Classification phylogénétique
L'amarante blanche (Amaranthus albus) est une espèce de plante herbacée annuelle de la famille des Amaranthaceae ou des Chenopodiaceae selon la classification classique de Cronquist (1981).

## Description
- Organes reproducteurs :
  - Type d'inflorescence : épi simple
  - Répartition des sexes : hermaphrodite
  - Type de pollinisation : Glossaire botanique
  - Période de floraison : juillet à octobre
- Graine :
  - Type de fruit : ?
  - Mode de dissémination : épizoochore

## Habitat et répartition
- Habitat type : friches annuelles, nitrophiles, thermophiles
- Aire de répartition : introduit (Amérique du Nord)[2]

## Aspects culturels
L'amarante blanche est l'une des espèces susceptibles de produire des virevoltants, ces fameuses boules de buisson sec roulées par les vents du désert, qu'ont popularisées les westerns.